# Assyrische Democratische Organisatie
De Assyrische Democratische Organisatie (ADO, Syrisch: ܡܛܟܣܬܐ ܐܬܘܪܝܬܐ ܕܝܡܩܪܛܝܬܐ; Arabisch: المنظمة الآثورية الديمقراطية), ook bekend als Mtakasto/Mtakasta, is de grootste Assyrische politieke organisatie in Syrië en Europa. De Syrische regering heeft de ADO beperkt in het bedrijven van al haar politieke activiteiten in Syrië.
De ADO werd opgericht in Syrië in 1957 als een nationale, politieke en democratische beweging en heeft als doelstelling het beschermen van het bestaan van het Assyrische volk en de verwezenlijking van haar legitieme nationale aspiraties (politieke, culturele, administratieve) in haar historische thuisland.